# Ralph Norman
Ralph Warren Norman, Jr. (Rock Hill, 20 giugno 1953) è un politico statunitense, membro della Camera dei Rappresentanti per lo stato della Carolina del Sud.

## Biografia
Nato a Rock Hill, dopo il college Norman lavorò come imprenditore edile nell'azienda di famiglia.
Entrato in politica con il Partito Repubblicano, nel 2004 venne eletto all'interno della legislatura statale della Carolina del Sud. Dopo un solo mandato, nel 2006 lasciò il posto per candidarsi alla Camera dei Rappresentanti contro il deputato democratico John Spratt ma venne sconfitto. Nel 2008 tornò a candidarsi per il suo vecchio seggio nella legislatura statale e venne eletto.
Nel 2017, quando il deputato Mick Mulvaney lasciò la Camera per entrare a far parte dell'amministrazione Trump, Norman si presentò come candidato per le elezioni speciali che vennero indette per assegnare il seggio ad un nuovo rappresentante. Nelle primarie repubblicane il conservatore Norman superò il candidato moderato Tommy Pope e successivamente sconfisse di misura l'avversario democratico Archie Parnell nelle elezioni generali, divenendo deputato.